# Furuholmen (Lindås)
Ne doit pas être confondu avec Furuholmen.
Furuholmen est une île dans le landskap Sunnhordland du comté de Vestland. Elle appartient administrativement à Lindås.

## Géographie
Rocheuse et couverte d'arbres, elle s'étend sur environ 317 m de longueur pour une largeur approximative de 244 m. 